# Кисляки (Омская область)
Кисляки́ — село в Называевском районе Омской области, административный центр Кисляковского сельского поселения.
Основано в 1859 году.
Население — 414 (2010)

## Физико-географическая характеристика
Село расположено в 69 км к юго-западу от города Называевска.
Село расположено в северной лесостепи в пределах Ишимской равнины, относящейся к Западно-Сибирской равнине. В окрестностях — берёзовые колки, в понижениях местности — небольшие болотца, к западу от села — болото Кисляково. Почвы — луговые солонцеватые и солончаковые. Высота над уровнем моря — 130 м.
По автомобильным дорогам расстояние до районного центра города Называевск — 69 км, до областного центра города Омск — 270 км.
Климат
Климат умеренный континентальный (согласно классификации климатов Кёппена-Гейгера — тип Dfb). Среднегодовая температура положительная и составляет +1,0° С, средняя температура самого холодного месяца января − 17,9 °C, самого жаркого месяца июля + 19,1° С. Многолетняя норма осадков — 382 мм, наибольшее количество осадков выпадает в июле — 67 мм, наименьшее в феврале и марте — по 13 мм
Часовой пояс
Кисляки, как и вся Омская область, находится в часовой зоне МСК+3. Смещение применяемого времени относительно UTC составляет +6:00.

## История
Основано в 1859 году крестьянами из деревни Бабье. В 1903 году в селе Кисляковском Большепесчанской волости Тюкалинского уезда насчитывался 91 крестьянский двор, проживали 215 мужчин и 242 женщины. В 1905—1906 годах в селе Кисляки на средства крестьян была построена церковь, в честь живоначальной Троицы.
В 1929 году организован колхоз. В 1963 году с центром в селе Кисляки образован совхоз «Западный». В 1990 годах совхоз «Западный» был преобразован в АО «Западное». В связи с экономическим кризисом произошел спад производства, сокращение количества скота и посевных площадей. В 2002 году АО «Западное» было признано банкротом и прекратило своё существование.

## Население
| 1903 | 1912 | 1926 | 2002 | 2010 |
| ---- | ---- | ---- | ---- | ---- |
| 457  | ↗519 | ↗897 | ↘484 | ↘414 |